# Lintjärnen (Karlanda socken, Värmland, 660555-129395)
Lintjärnen är en sjö i Årjängs kommun i Värmland och ingår i Göta älvs huvudavrinningsområde. Sjöns area är 0,011 kvadratkilometer och den befinner sig 191 meter över havet.